# 解剖学治疗学及化学分类系统
解剖学治疗学及化学分类系统（英語：Anatomical Therapeutic Chemical (ATC) Classification System），是世界卫生组织对药品的官方分类系统，其根据药物作用器官或系统（A）、药物治疗及药理机制（T）、化学属性（C），对药物的活性成分进行分类。
ATC系统由世界卫生组织药物统计方法整合中心（The WHO Collaborating Centre for Drug Statistics Methodology）所制定，第一版在1976年发布。1996年，ATC系统成为国际标准。现在ATC系统已经发布2006版。

## 代码
ATC代码共有7位，其中第1、4、5位为字母，第2、3、6、7位为数字。
ATC系统将药物分为5个级别

### 第一级
ATC代码第一级为一位字母，表示解剖学上的分类，共有14个组别。
| 编码 | 内容                 |
| ---- | -------------------- |
| A    | 消化系统和代谢系统   |
| B    | 血液及造血器官       |
| C    | 心血管系统           |
| D    | 皮肤病               |
| G    | 泌尿生殖系统及性激素 |
| H    | 体激素               |
| J    | 抗感染药             |
| L    | 抗肿瘤药及免疫用药   |
| M    | 肌骨骼系统           |
| N    | 神经系统             |
| P    | 抗寄生虫药           |
| R    | 呼吸系统             |
| S    | 感觉器               |
| V    | 其它                 |

ATC代码第一级不使用 ， 和  字母。

### 第二级
- ATC代码第二级为两位数字，表示治疗学上的分类。

### 第三级
- ATC代码第三级为一位字母，表示药理学上的分类。

### 第四级
- ATC代码第四级为一位字母，表示化学上的分类。

### 第五级
- ATC代码第五级为两位数字，表示化合物上的分类。

### ATCvet
ATCvet（Anatomical Therapeutic Chemical Classification System for veterinary  medicinal products）是用于兽药分类的一个体系。ATCvet代码在多数人用药物的ATC代码前加上Q。
而另一些代码则为兽药专用，如QI 免疫学, QJ51 乳房用抗菌药或QN05AX90 安哌齐特。

## 举例
对乙酰氨基酚（扑热息痛）的代码是N02BE01
- 第1位N，表示神经系统(Nervous System)
- 第2、3位02，表示止痛药(Analgesics)
- 第4位B，表示其他止痛退药及退热药(Other Analgesics and Antipyretics)
- 第5位E，表示苯胺类(Anilides)
- 第6、7位01，表示乙酰氨基酚(Paracetamol)